# Drake Thadzi
Drake Thadzi (ur. 23 listopada 1960 w Lilongwe) – malawijski bokser, olimpijczyk.
Reprezentował swój kraj w boksie na Letnich Igrzyskach Olimpijskich 1984, zajmując 9. miejsce.